# Brunnen am Weißen Stein

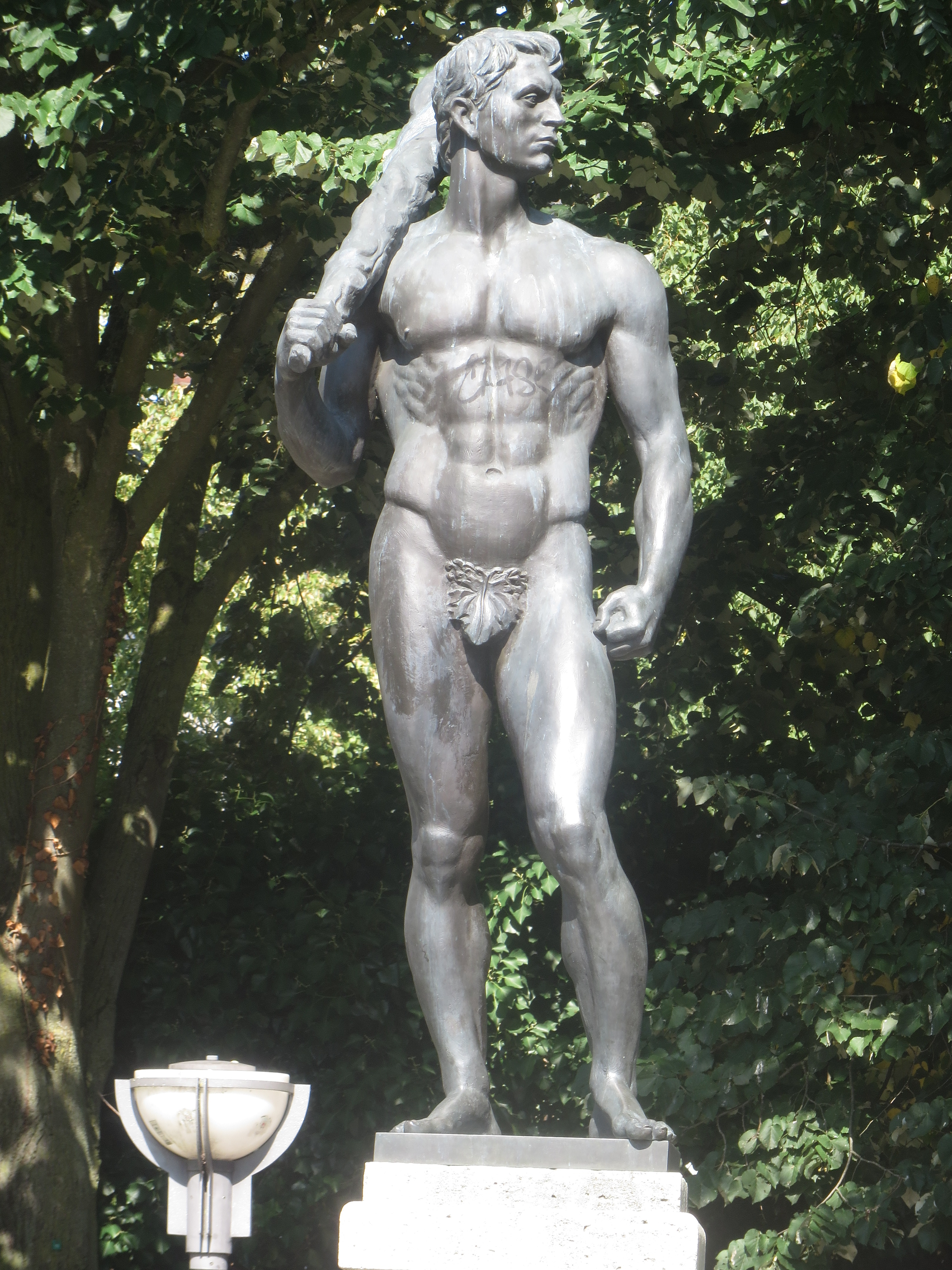
Der Schläger auf dem Brunnen

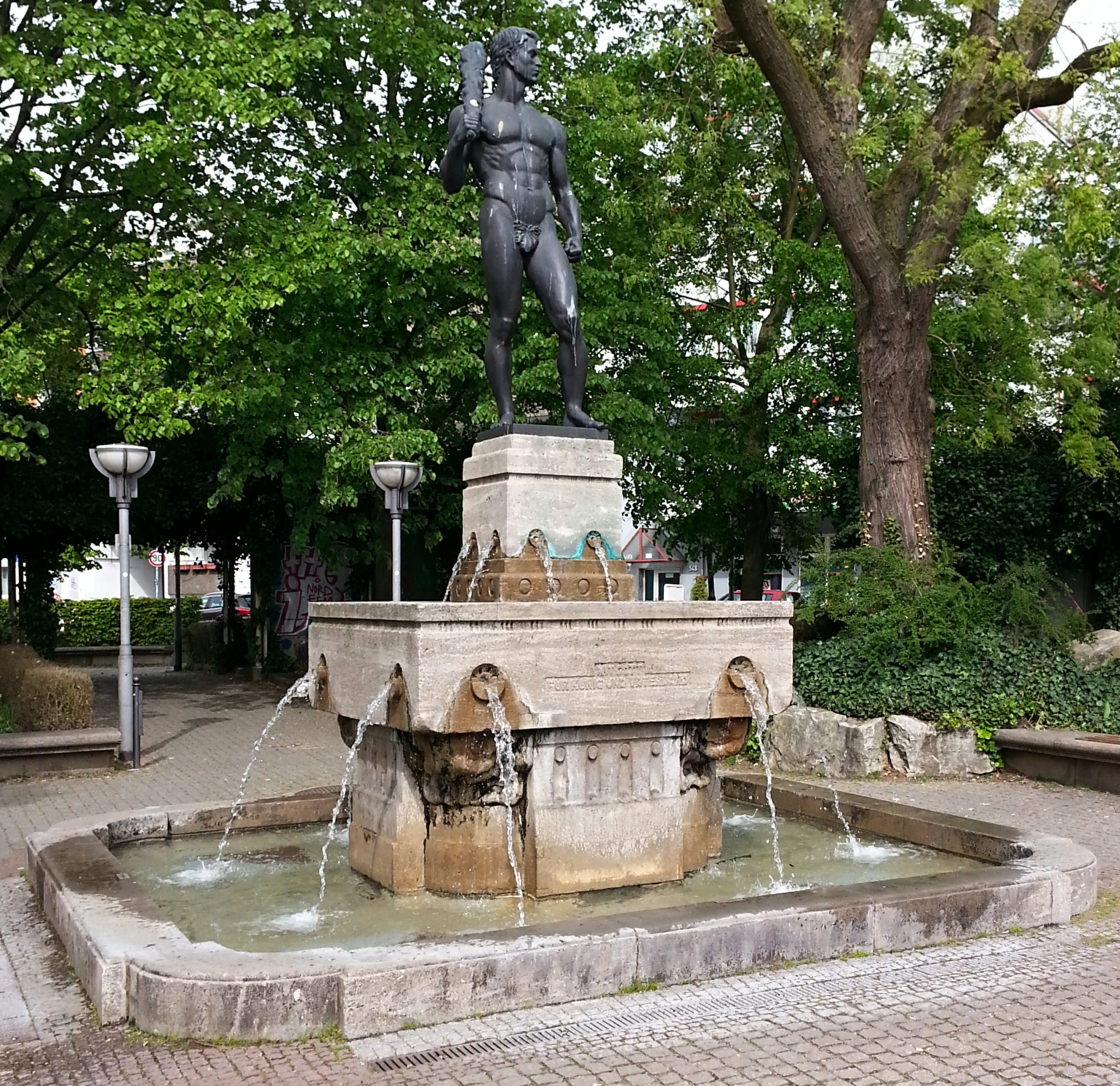
Der Brunnen im Jahr 2017

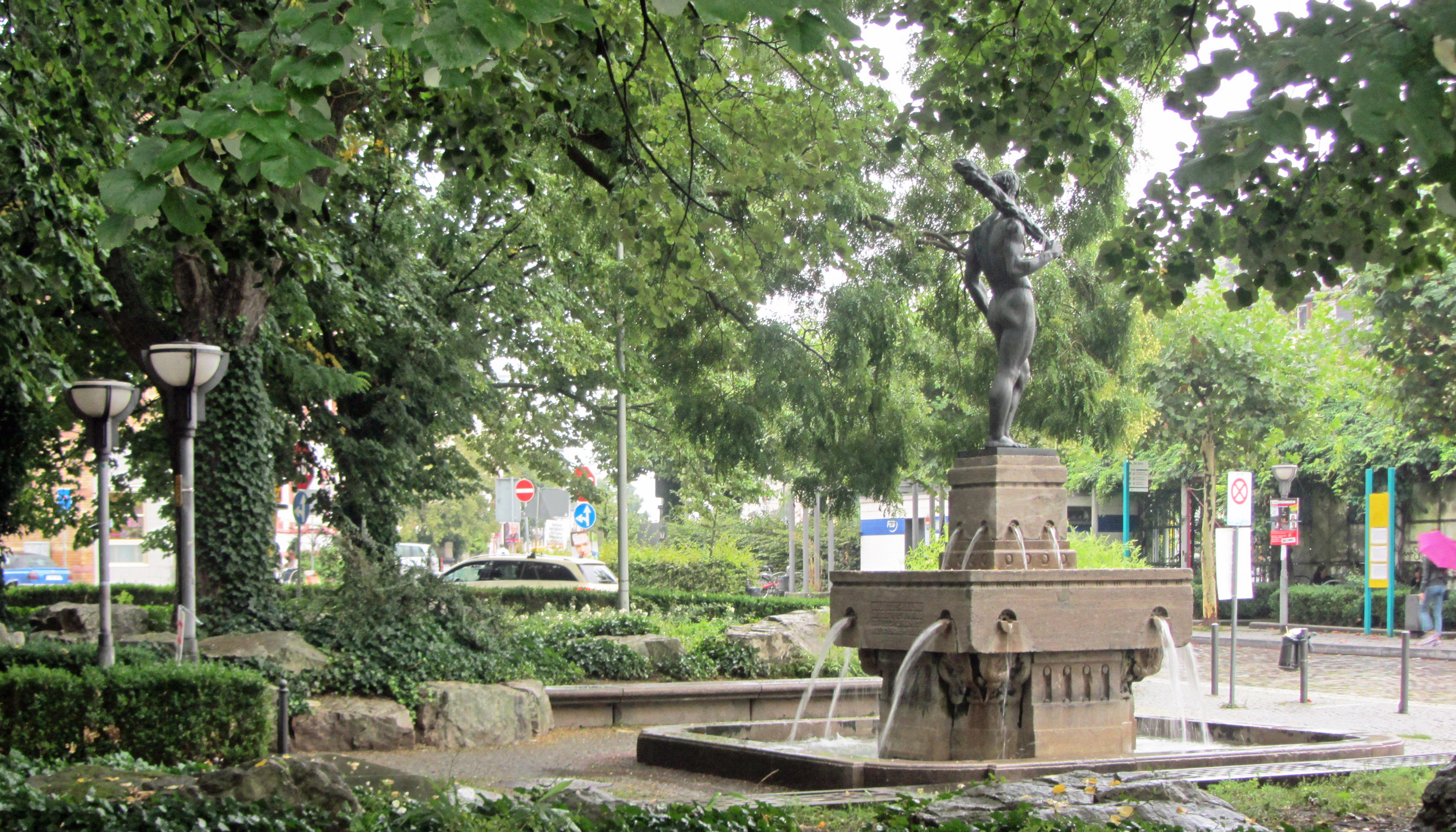
Die Rückseite des Brunnens

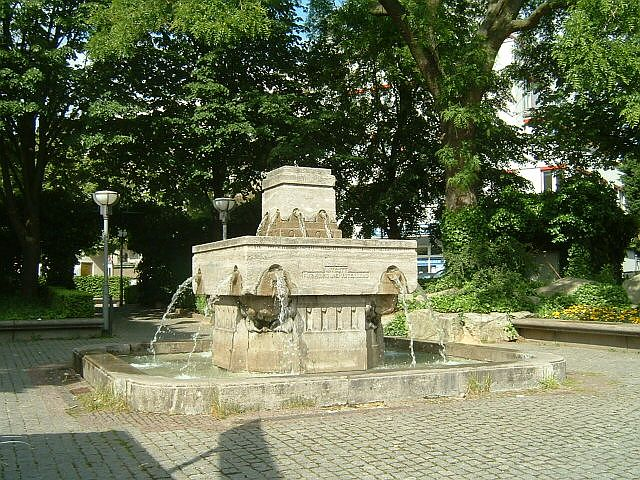
Der Brunnen ohne die Herkulesskulptur im Jahre 2006

Der Brunnen am Weißen Stein ist einer von etwa 150 öffentlichen Brunnen in Frankfurt am Main. Er entstand 1910 und befindet sich an der Eschersheimer Landstraße im Frankfurter Stadtteil Eschersheim. 

## Beschreibung
Der Brunnen am Weißen Stein besteht aus drei unterschiedlich großen quadratischen Brunnenkörpern, welche aus Muschelkalk gefertigt sind. Aus 16 Düsen fließt das Wasser in dem mit Platten aus Muschelkalk bestehenden Brunnenbecken. Insgesamt misst der Brunnen eine Höhe von 2,80 Meter und einer Breite von 2,20 Metern.
Die Inschrift des Brunnens lautet vorne:

„MIT GOTT FÜR KÖNIG UND VATERLAND“

Und seitlich: 

„KRIEGERDENKMAL

GESTIFTET VON

GOTTFRIED KLEINSCHMIDT

ESCHERSHEIM 1910“

## Geschichte
Der Brunnen am Weißen Stein entstand 1910 auf Initiative des Frankfurter Unternehmers und Mäzens Gottfried Kleinschmidt. Er ist den Gefallenen von Eschersheim im Deutsch-Französischen Krieg von 1870/71 gewidmet. Vor dem Zweiten Weltkrieg wurde der Brunnen auch als Herkulesbrunnen bezeichnet (nicht zu verwechseln mit dem Herkulesbrunnen in der Frankfurter Altstadt). Ende 1945 verlor der Brunnen seine ursprüngliche Herkulesskulptur.
Beim Bau der U-Bahn-Station Weißer Stein in den 1960er Jahren wurde der Brunnen um einige Meter auf seine heutige Position verschoben. Zuvor stand er vor dem alten Schulhaus von Eschersheim. 
Im Jahre 2009 ließ der Ortsbeirat 9 die Herkulesstatue rekonstruieren und wieder auf den Brunnen stellen.